# Conrado Häberli
Conrado Häberli – piłkarz urugwajski, napastnik.
Häberli razem z klubem Rampla Juniors zdobył w 1927 roku mistrzostwo Urugwaju. Rok później Rampla Juniors został wicemistrzem Urugwaju. Następny tytuł wicemistrza Urugwaju Rampla Juniors, a z nim Häberli, zdobył w 1932 roku.
Jako piłkarz klubu Rampla Juniors wziął udział w turnieju Copa América 1935, gdzie Urugwaj zdobył mistrzostwo Ameryki Południowej. Häberli nie wystąpił jednak w żadnym meczu.
Od 6 września 1931 roku do 5 lutego 1933 roku Häberli rozegrał w reprezentacji Urugwaju 3 mecze i zdobył 2 bramki.